# Carl Heymanns Verlag
Die Carl Heymanns Verlag GmbH war ein juristischer Fachverlag mit Sitz in Köln. Nach dem Jahr 2006 wurde der Verlag eine Marke von Wolters Kluwer.

## Geschichte
Am 1. Oktober 1815 gründete Carl Heymann im Alter von 23 Jahren eine Buchhandlung in Glogau (Schlesien). Später erweiterte er die Buchhandlung um einen Verlag. Herausgegeben wurde eine breite Spanne von Titeln, sowohl belletristisch Natur, wie etwa Der schwarze Christoph. Romantischer Erzählung aus Schlesiens Vorzeit als auch Ratgeber beispielsweise für Hausbesitzer. 1835 übersiedelte Heymann nach Berlin. Das Verlagsprogramm richtete sich stärker auf öffentliche Verwaltung und Recht aus, etwa mit Titeln zur Rechts- und Gerichtsverfassung der preußischen Rheinprovinz oder mit einer Gesamtübersicht über alle preußischen Behörden. 1846 wurde Heymann vom preußischen König mit dem Titel des Kommerzienrats ausgezeichnet. Der Verlag begann mit der Herausgabe von Entscheidungssammlungen oberster preußischer Gerichte. 1862 starb Heymann. Seine Familie führte den Verlag zunächst bis 1863 weiter, verkaufte ihn den an Dr. A. E. Wagner. 1873 erwarben M. F. Fleischinger und Julius Imme das Unternehmen.
1871 übernahm sein Enkel Otto Löwenstein den Verlag durch Kauf von Imme. Die Verlagstätigkeit wurde auf Recht und Verwaltung konzentriert. 1875 erwarb Löwenstein die Berliner Buchdruckerei Julius Sittenfeld, die in der Folge unter eigenständiger Firmierung innerhalb des Verlagsverbunds bestehen blieb. Die erste Ausgabe des Bürgerlichen Gesetzbuchs, das im Jahr 1900 in Kraft trat, wurde bei Heymanns verlegt. 1918 wurde Annie Gallus, die Adoptivtochter Otto Löwensteins, Inhaberin des Verlags und operativ tätige Geschäftsführerin. Es folgten Erwerbungen etwa 1923 der Verlage Leonhard Simoni Nachfolger und Politik G. m. b. H. und 1924 der allgemeinen medizinischen Verlagsanstalt Gallus führte zudem den Verlag Albert Nauck & Co. Der Sitz des Unternehmens war in den 1930er Jahren in der Mauerstraße 44 in Berlin. 1940 gründete Gallus teils unter ihrem eigenen Namen, teils unter ihrem Geburtsnamen Massie eine Reihe von Verlagsgesellschaften in Wien und Zürich. Der Wiener Gallus-Verlag legte vor allem belletristische und kulturgeschichtliche Werke auf. Unter der Firmierung Heymanns erschienen neben dem hergebrachten Programm auch politische Schriften im Sinn des NS-Staats, etwa zur Expansionspolitik Bulgariens oder über den „britischen Wirtschaftskrieg“. Auch die Zeitschrift für Politik des eng mit der NSDAP verflochtenen Auslandswissenschaftlichen Instituts erschien bei Heymanns, ebenso Publikationen des Osteuropa-Instituts. 1945 wurde das Stammhaus in Berlin zerstört. 
1950 nahm der Verlag seinen Hauptsitz zunächst in Detmold und 1953 in Köln. Zusätzlich wurden Niederlassungen in Berlin, München und Bonn errichtet. Spätestens 1962 war Hans Jörg Gallus neben seiner Mutter persönlich haftender Gesellschafter des seit 1950 als Carl Heymanns Verlag KG firmierenden Verlags. Annie Gallus schied im Herbst 1964 als persönlich haftende Gesellschafterin aus.

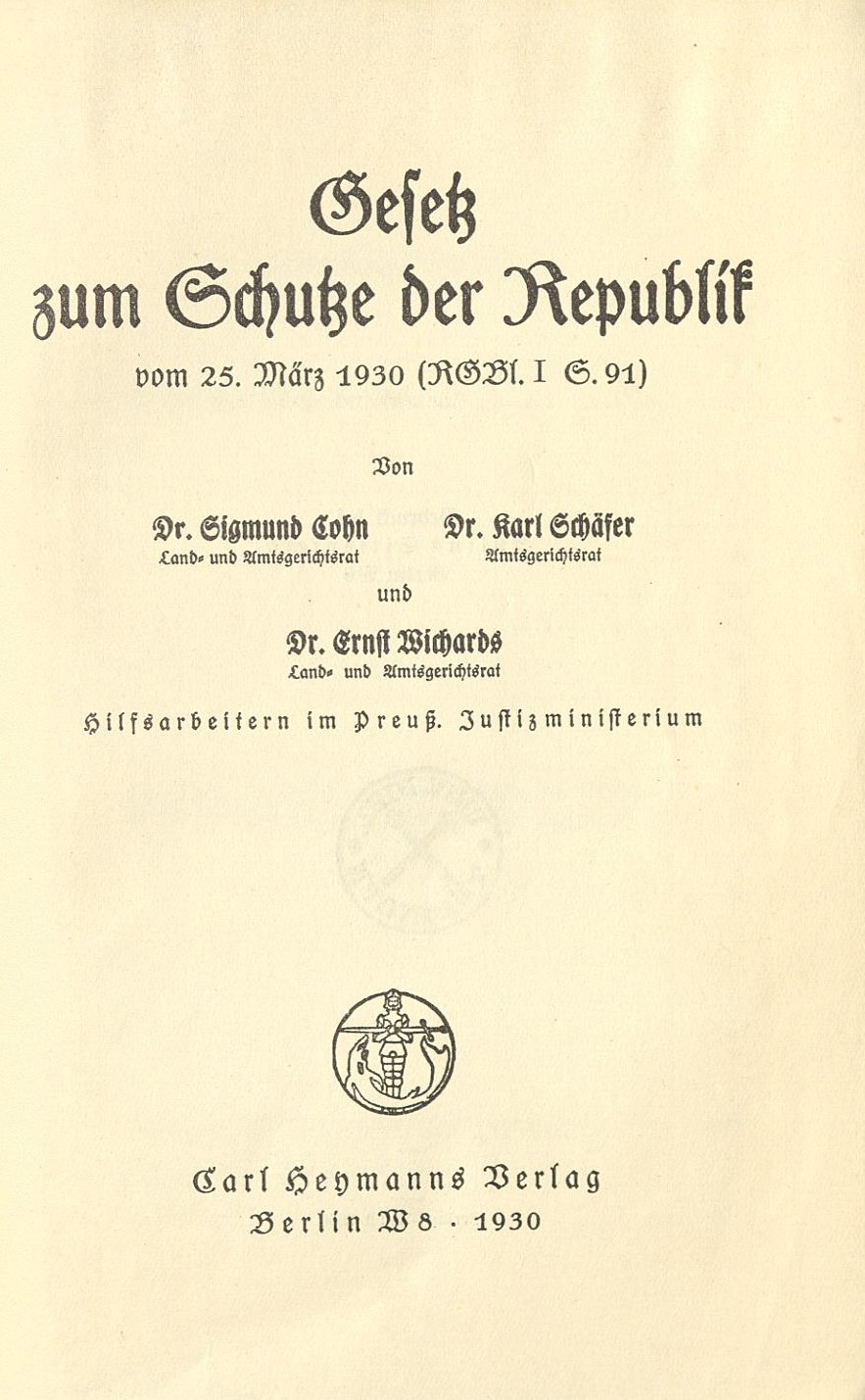
Kommentar zum Gesetz zum Schutze der Republik (1930)

Entscheidungssammlungen Oberster Bundesgerichte (z. B. BGHZ, BGHSt, BVerwGE, BSGE) wurden zu einem Schwerpunkt des Verlagsprogramms.
1986 übernahm Bertram Gallus nach dem Tod seines Vaters Hans-Jörg Gallus die Verlagsleitung. 1987 waren er sowie zwei weitere Mitglieder der Familie Gallus persönlich haftende Gesellschafter. Im Jahr 2004 übernahm Andreas Gallus nach dem Tod seines Onkels Bertram Gallus die Geschäftsführung. 2006 wurde der Verlag an den niederländischen Medienkonzern Wolters Kluwer verkauft und zunächst in die Carl Heymanns Verlag GmbH umgewandelt. Mittlerweile ist Carl Heymanns Verlag eine Marke von Wolters Kluwer Deutschland.
Im Verlag erscheinen u. a. die Fachzeitschriften Deutsches Verwaltungsblatt (DVBl), Die Polizei, die Zeitschrift für Bergrecht sowie die Zeitschrift für Luft- und Weltraumrecht und InsbürO, Kommentare (z. B. Schreiber, BWahlG) und Handbücher (Gaedke/Barthel, Handbuch des Friedhofs- und Bestattungsrechts).